# Miyazawa Kiichi
Miyazawa Kiichi (宮澤 喜一 (Cung Trạch Hỉ Nhất) 8 tháng 10 năm 1919 – 28 tháng 6 năm 2007) là chính trị gia người Nhật và Thủ tướng Nhật Bản từ 5 tháng 11 năm 1991 đến 9 tháng 8 năm 1993. Ông là thành viên của Chúng nghị viện trong hơn 50 năm. Ông trở thành Thủ tướng sau khi người tiền nhiệm là Kaifu Toshiki từ chức.
Miyazawa xuất thân từ gia đình danh giá, cha từng là nghị sĩ Quốc hội Nhật, ông nội từng là Bộ trưởng trong Chính phủ Nhật. Miyazawa tốt nghiệp khoa Luật Đại học Đế quốc Tokyo, năm 1942 làm viên chức ở Bộ Tài chính Nhật, từ đó bắt đầu tham gia chính trường. Từng giữ các cương vị: nghị sĩ Quốc hội (1953-1967), Bộ  trưởng Ngoại thương và Công nghiệp (1970-71), Bộ  trưởng Ngoại giao (1974-76), Tổng Giám đốc Cơ quan Kế hoạch kinh tế (1977-78), Chánh Văn phòng Nội các (1984-86), Bộ trưởng Tài chính (1986-88), Thủ tướng Chính phủ Nhật (11/1991-8/1993), nhưng từ chức sau một cuộc bỏ phiếu bất tín nhiệm của LDP.

## Tiểu sử và giáo dục
Miyazawa sinh ra trong một gia đình giàu có, hoạt động chính trị tại Fukuyama, Hiroshima, vào 8 tháng 10 năm 1919. Cha của ông là Nghị sĩ Quốc hội và ông của ông là Bộ trưởng nội các. Ông tốt nghiệp Đại học Tokyo với bằng luật.

## Hình ảnh

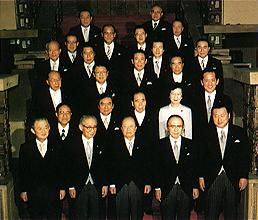
Nội các Miyazawa.
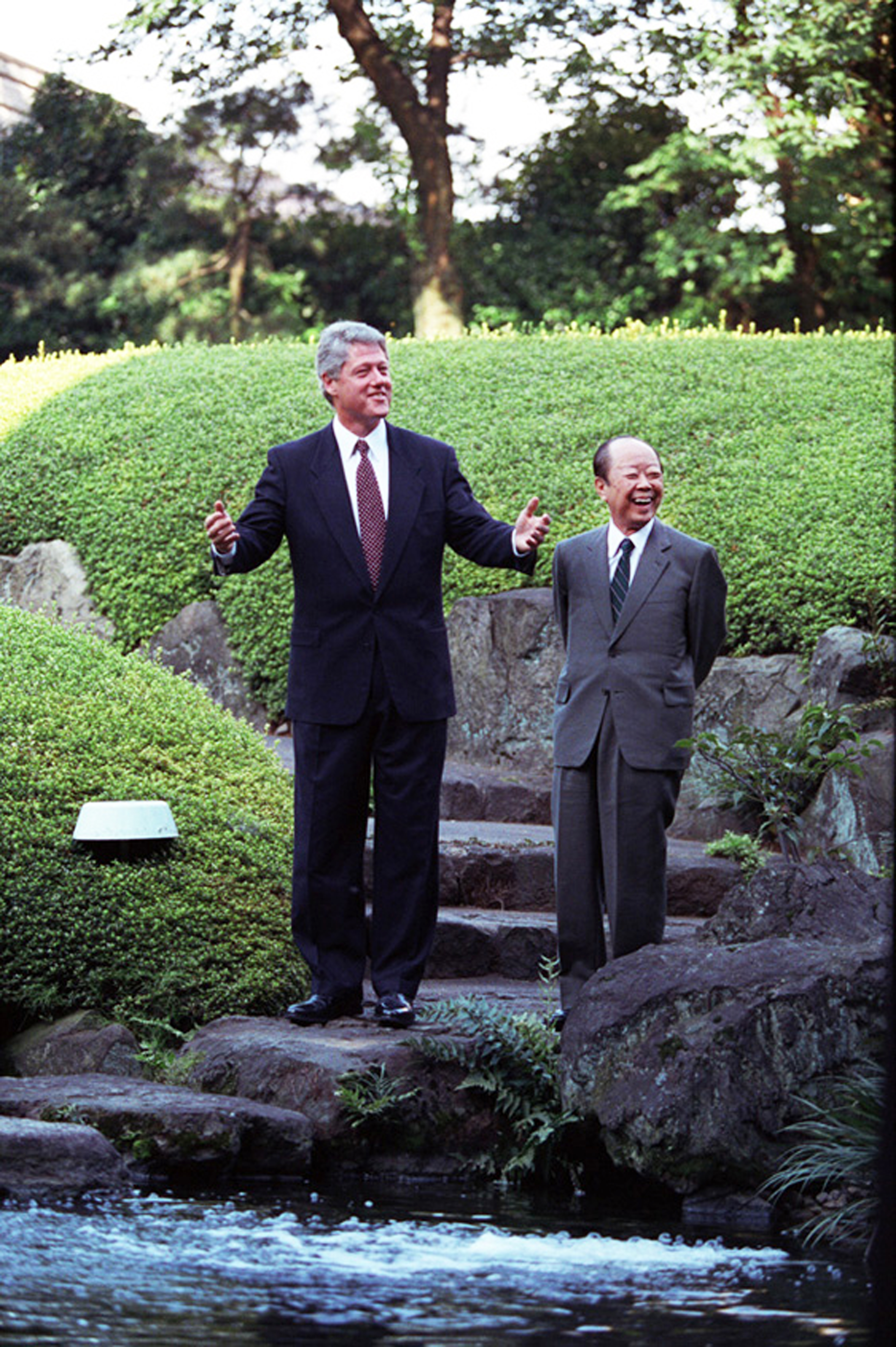
Bill Clinton và Miyazawa tại Garden of Iikura House, 6 tháng 7 năm 1993.
Bill Clinton và Miyazawa tại Cung Asakasa, 10 tháng 7 năm 1993.
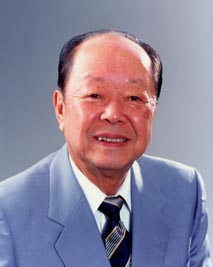
Miyazawa năm 1998.
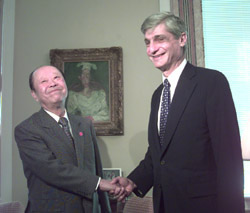
Miyazawa và Bộ trưởng Ngân khố Hoa Kỳ Robert Rubin năm 1999.